# Хорошевский район
Хо́рошевский район (укр. Хорошівський район; до 2016 года — Володарско-Волынский район) — упразднённая административная единица в центре Житомирской области Украины. Административный центр — посёлок городского типа Хорошев.

## География
Площадь — 870 км2.
Основные реки — Ирша, Иршица.

## История
Первое письменное упоминание о населённом пункте под названием Александрополь датируется 1545 годом; сообщается, что князь Александр Пронский получил во владение эти земли, а своей резиденцией выбрал высокое место на правом берегу речки Иршы, на котором и построил замок.
В 1607 году он переходит во владения польских магнатов, которые переименуют населённый пункт в Хорошки (со временем Горошки).
После войны с Польшей, в сентябре 1793 г., Голенищев-Кутузов-Смоленский Михаил Илларионович (Ларионович) (5.9.1747—16.4.1813, Бунцлау, Силезия), граф (1811), светлейший князь (1812), полководец, дипломат, генерал-фельдмаршал (1812), получает в награду от Екатерины ІІ богатые имения в Волынской губернии с 2667 душ крепостных, в том числе в 1795 году и Горошковской ключ (хозяйственная единица с селами и слободами, что были на территории района).
29 августа 1802 г. Кутузов уволен из должности и получил разрешение от Александра I отправиться в отпуск в Горошки. В местечке он поселяется в Горошковском замке, которое обновляет. Строит кирпичный завод, гамарню (мануфактуру, в которой производит пушечные ядра). Часто пишет семье в Санкт-Петербург письма, в которых информирует про отправку денег.
В начале марта 1805 г. был вызван из Горошек и назначен главнокомандующим Подольской армией и выступил на войну против Наполеона.
Получив при Кутузове развитие и став местечком, Горошки в 1912 г. были переименованы в честь национального героя. Летом 1919 года во время войны УНР с большевиками деревянный дом Кутузова в Горошковском замке сгорел.
1921 г. — на Володарск.
1927 г. — на Володарск-Волынский.
2016 г. — на Хорошев.
21 января 1959 года к Володарско-Волынскому району была присоединена часть территории упразднённого Потиевского района. Упразднён 30 декабря 1962 года, восстановлен 8 декабря 1966 года.
17 июля 2020 года в рамках изменения многих районов и общин Хорошевский район присоединён в состав Житомирского района. А администрация была распущена и ликвидирована.

## Демография
Население района составляет 38 тыс. человек (данные 2005 г.), в том числе в городских условиях проживают около 20 тыс. Всего насчитывается 80 населённых пунктов.

## Административное устройство
В результате децентрализации в Хорошевском районе на июль 2019 года создано Иршанскую, Хорошевскую, Новоборовскую поселковые территориальные громады 
Количество населённых пунктов:
- городов районного значения —
- посёлков городского типа — 3
- сёл —
- посёлков сельского типа —

-->

## Населённые пункты
пгт. Хорошев, пгт. Новая Боровая, пгт. Иршанск, с. Добрынь, с. Курганцы, с. Кропивня, с. Пятилетка (П’ятирічка), с. Поромовка, с. Сколобов, с. Дворыще, с. Берёзовка, с. Давидовка, с. Рыжаны, с. Дашинка, с. Грушки, с. Лезники, с. Волянщина, с. Зубринка, с. Крапивня, с. Емилевка, с. Солодыри, с. Крапивенка

## Экономика
Добыча открытым способом (карьер) — гранит, лабрадорит, ильменит.
Добыча закрытым способом (шахта) — берилл, гётит, кварц, керит, микроклин, опал, топаз, фенакит.

## Транспорт
Через район проходят железная дорога Санкт-Петербург — Одесса и автомагистраль Санкт-Петербург — Измаил.

## Достопримечательности
пгт. Хорошев.
Музей драгоценных камней.
пгт. Хорошев.
Парк имени Кутузова.
пгт. Хорошев.

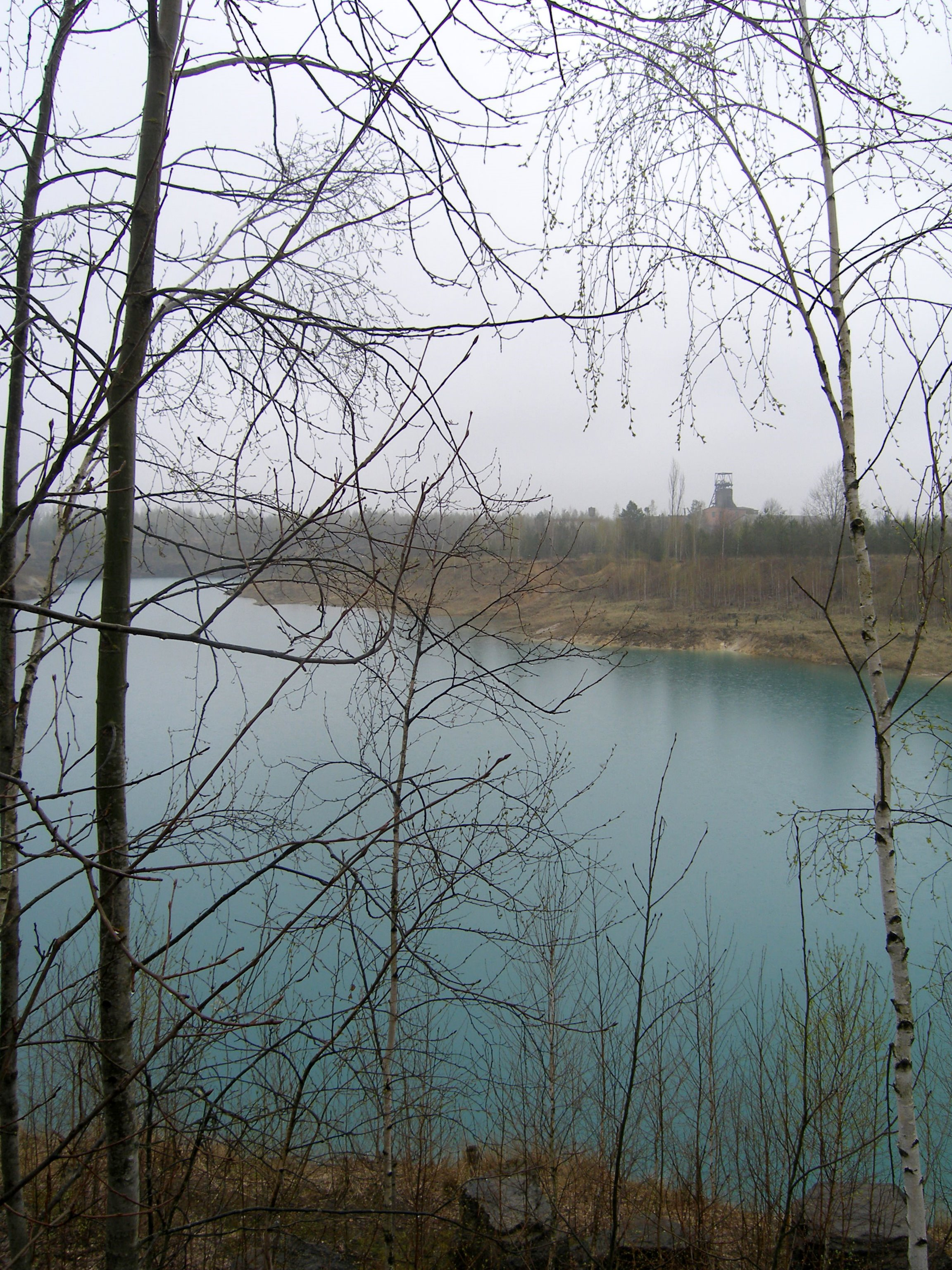
Затопленный каменный карьер близ Хорошева

Заброшенные полуразрушенные шахты по добыче др. камней. Большое количество
искусственных водоёмов, образованных в результате бурной горнодобывающей
деятельности в период СССР. Сейчас водоёмы гармонично влились в пейзаж
местности. Вода исключительно чистая, имеет ярко-голубой оттенок из-за
песчаного дна.
МИХАЙЛОВСКАЯ ЦЕРКОВЬ, 1757 г., колокольня, 1854 г. деревянные постройки.

## Люди, связанные с Хорошевским районом
- Кутузов, Михаил Илларионович —  русский полководец, генерал-фельдмаршал (с 1812), светлейший князь (с 1812). Герой Отечественной войны 1812 года
- Батюк, Яков Петрович — Герой Советского Союза